# Olao Cerini
Olao Cerini (Ferrara, 26 marzo 1906 – Ferrara, 16 aprile 1964) è stato un allenatore di calcio e calciatore italiano, di ruolo difensore.

## Caratteristiche tecniche

### Giocatore
Giocava come terzino destro.

## Carriera

### Giocatore
Nella stagione 1924-1925 giocò 2 partite in Prima Divisione (la massima serie dell'epoca) con la maglia della SPAL, squadra in cui rimase anche l'anno seguente in Seconda Divisione, la seconda serie dell'epoca. Dopo un campionato da 13 presenze senza gol in Seconda Divisione, la SPAL venne riammessa in Prima Divisione, declassata nel frattempo al secondo livello del calcio italiano per la nascita della Divisione Nazionale; Cerini giocò in seconda serie fino al 1931, per un totale di altre 58 presenze; ha poi vestito la maglia della SPAL anche nelle stagioni 1929-1930 e 1930-1931, sempre in Prima Divisione, che però nel frattempo era divenuta il terzo livello del calcio italiano dietro ai campionati di Serie A e Serie B. Nel 1931 passò al Foggia, con cui giocò due campionati consecutivi di Prima Divisione ed un campionato di Serie B nella stagione 1932-1933, nella quale disputò 9 partite senza mai segnare. Infine passò al Ravenna, con cui giocò in Prima Divisione (poi diventata Serie C) fino al 1938, per un totale di 77 presenze senza reti con la maglia giallorossa.
In carriera ha giocato 2 partite in massima serie ed un totale di 70 partite in campionati della seconda serie italiana (denominata nel corso degli anni Seconda Divisione, Prima Divisione e Serie B).

### Allenatore
Allenò il Ravenna nella stagione 1936-1937.

## Palmarès

### Giocatore

#### Competizioni nazionali
- Seconda Divisione: 1

S.P.A.L.: 1925-1926
- Prima Divisione: 2

S.P.A.L.: 1930-1931 (girone A)
Foggia: 1932-1933